# Japan Basketball League
Japan Basketball League (JBL) foi uma liga de basquetebol profissional do Japão. Representava o alto nível do basquetebol do Japão, ao lado da bj league, a outra competição de basquetebol do país, sem promoção e rebaixamento entre bj e a JBL.
A JBL era composta por duas divisões, a JBL (primeira divisão, antiga Super League), e a JBL2 (segunda divisão, antiga Japan League).
Em junho de 2012, a Associação de Basquetebol do Japão anunciou a criação da National Basketball League (NBL) como a principal competição basquetebolística no país. A temporada 2012–13 foi a última temporada da JBL quando as equipes da JBL se juntaram à NBL.

## Equipes
Equipes que disputaram pela última vez na JBL foram:

### JBL
- Aisin Seahorses
- Mitsubishi Diamond Dolphins
- Levanga Hokkaido
- Toyota Alvark
- Hitachi SunRockers
- Toshiba Brave Thunders
- Panasonic Trians
- Link Tochigi Brex

### JBL2
- Hitachi Cable Bulldogs
- Big Blue Tokyo
- Kuroda Electric Bullet Spirits
- Ishikawa Blue Sparks
- Toyota Tsusho Fighting Eagles
- Aisin AW Areions Anjo
- Toyoda Kosei Scorpions
- Renova Kagoshima
- TGI D-Rise
- Hyogo Storks